# Талдомская улица
Та́лдомская у́лица — улица расположена в районе Западное Дегунино на территории Северного административного округа (САО) города Москвы.

## Происхождение названия
Улица получила название 23 января 1960 года, а до этой даты именовалась Школьной улицей в бывшем подмосковном посёлке Краснооктябрьском. Названа по подмосковному городу Талдому, административному центру Талдомского района Московской области. Известен c 1677 года, как деревня Талдом.

## Расположение
Начинается от путепровода, соединяющего улицу с Фестивальной улицей, пересекает Путейскую и Весеннюю улицы, после чего заканчивается в месте пересечения с Коровинским шоссе, за которым продолжается улицей 800-летия Москвы.

## Транспорт
По Талдомской улице проходят маршруты автобусов:
- № 154 — Станция Грачёвская — ВДНХ (Главный Вход)
- № 215 — Станция Грачёвская —  Петровско-Разумовская (С заездом к платформе «Моссельмаш» Октябрьской железной дороги)
- № 215к — Станция Грачёвская —  Селигерская (Без заезда к платформе «Моссельмаш» Октябрьской железной дороги)
- № 284 —  Речной вокзал —  Бибирево
- № 857 —  Речной вокзал — Станция Бескудниково

Ближайшая станция метро: «Селигерская» (1,72 км).
Ближайшая железнодорожная станция: Грачёвская (330 м) Октябрьской железной дороги.

## Учреждения и организации
Чётная сторона
- № 2 — ФГУ Московский НИИ педиатрии и детской хирургии «Росмедтехнологий».
- № 2а — хоспис № 2 Управления здравоохранения Северного административного округа.
- № 4 — детский дом-интернат № 28 Департамента социальной защиты населения г. Москвы.
- № 6 — психоневрологический интернат № 25 Департамента социальной защиты населения г. Москвы.

Нечётная сторона
- № 5 — Московский колледж железнодорожного транспорта. Заочное отделение. (Не функционирует)
- № 9, к. 1 — детский сад № 1611.
- № 11, к. 1 — магазин «Белорусская обувь».
- № 13 — ресторан «Шах-Даг». Сбербанк России — отделение № 9038/0880.
- № 13а — школа № 2098 имени Л. М. Доватора (структурное подразделение «Школа № 1»).
- № 15 — ГУП «Столичные аптеки», аптека № 136, магазин «Брадо-обувь», магазин «Подружка».
- № 17, к. 1 — аптека, медицинский центр «Оригитея», стоматология «Люкс», магазин «Трикотаж», химчистка «Диана», магазин «Все для ремонта квартир».